# وزارت صنایع دفاع جمهوری آذربایجان
وزارت صنایع دفاع جمهوری آذربایجان (ترکی آذربایجانی: Azərbaycan Respublikasının Müdafiə Sənayesi Nazirliyi) یکی از وزارتخانه‌های این کشور می‌باشد، که مسئولیت طراحی و تولید تجهیزات نظامی برای نیروهای مسلح را به عهده دارد. این وزارتخانه به دستور شمارهٔ ۱۱۸۱ الهام علی‌اف، رئیس جمهوری آذربایجان مورخ ۱۶ دسامبر سال ۲۰۰۶ دایر گردید. «یاور جمالف» از سال ۲۰۰۶ تا ۲۳ ژوئن سال ۲۰۱۸ سکانداری این وزارتخانه را عهده‌دار بود. هم‌اکنون مدد قلی‌اف مسئولیت این وزارت را به عهده دارد.

## اطلاعات کلی
جمهوری آذربایجان در صدد است، به یکی از صادرکنندگان اصلی تجهیزات نظامی به قفقاز جنوبی، آسیای مرکزی و خاورمیانه تبدیل شود. در ژانویه سال ۲۰۰۸، اعلام گردید، که جمهوری آذربایجان قصد دارد به تولید نفربرهای زره‌پوش، خودرو جنگی پیاده‌نظام و نیز سلاح‌های توپخانه ای کالیبر کوچک بپردازد.
وزارت صنایع دفاع جمهوری آذربایجان با وزارتخانه و سازمان‌های اوکراینی، بلاروسی و پاکستانی فعال در زمینه ساخت و تولید مهمات نظامی از همکاری‌ها و تعاملات نزدیکی برخوردار می‌باشد. در سال ۲۰۰۸، چند کارخانه تولید تجهیزات در آذربایجان به بهره‌برداری رسید.
این وزارتخانه در حال مذاکرات با شرکت‌های دفاعی اسرائیل و دو شرکت ترکیه ای در خوصوص تولید یک خودروی زرهی با بهره‌مندی از طرح کالبد تانک تی-۵۴/۵۵ روسیه است.
در ماه مارس ۲۰۰۱، وزارت صنایع دفاع از نمونهٔ اولیه یک هواپیمای مسافربری چهارنفره طراحی شده از سوی شرکت اتریشی که «Diamond DA-42» نام دارد، رونمایی کرد. این هواپیما از جانب یک شرکت دولتی آذربایجان به نام «AZAD Systems» مونتاژ شده‌است.
بنابه وزارت صنایع دفاع، تولید تجهیزات نظامی جمهوری آذربایجان در میان سال‌های ۲۰۰۹ تا ۲۰۱۰ بیش از دو برابر شده و انواع مهمات تولید شده از مرز ۱۷ درصد گذشته‌است.

## همکاری
شرکت‌های وابسته به وزارت صنایع دفاع جمهوری آذربایجان با همکاران خارجی خود در زمینه‌های زیر تعاملاتی دارد:
- هواپیمایی
- صنعت نفت
- مهندسی ادوات
- دریانوردی

وزارت صنایع دفاع با چند شرکت ترکیه‌ای در عرصه‌هایی همچون تولید مشترک دوربین‌های دید در شب، دوربین‌های اسلحه و غیره… از همکاری‌ها و تعاملاتی برخوردار می‌باشد.
بین این وزارتخانه آذربایجان و شرکت صنایع مکانیکی و شیمیایی ترکیه قراردادی به ارزش ۱ میلیون و ۱۵۰ هزار دلار نیز وجود دارد. افزون بر این قرارداد، شرکت ترکیه‌ای یاد شده در مدرن‌سازی صنعت دفاعی جمهوری آذربایجان ایفای نقش می‌کند.
جمهوری آذربایجان همچنین پهپادهایی طراحی شده از سوی اسرائیل تولید می‌کند. از این هواپیماهای بدون سرنشین جاسوسی که بر اساس مجوز اسرائیل تولید می‌شوند، می‌توان «Orbiter-2M» و «Aerostar» را نام برد.
در سال ۲۰۰۸، جمهوری آذربایجان از یک تفنگ ضدتجهیزات رونمایی کرد که، «استقلال» نام دارد. بنابه گفته‌ها دوربین تفنگ در شرایط نامساعد هوا مانند باران و آلودگی در دمای متغیر بین ۵۰ تا - ۵۰ درجه سانتیگراد قابل استفاده است. این تک‌تیرانداز به چند کشور جهان صادر گردیده‌است. علاوه بر این، وزارت صنایع دفاع جمهوری آذربایجان سلاح‌هایی همچون آکا-۷۴، ایژماش و غیره… را نیز تولید می‌کند.